# Dmitrij Anatol'evič Davydov
Dmitrij Anatol'evič Davydov (in russo Дмитрий Анатольевич Давыдов?; 22 gennaio 1975) è un allenatore di calcio ed ex calciatore russo, di ruolo centrocampista.

## Carriera

### Club
Ha giocato nella prima divisione russa.

### Nazionale
Ha partecipato agli Europei Under-21 del 1998.